# اللغة الغوارانية
اللغة الغوارانية،وتعرف أيضا بأسم غوارانية باراغوي أو  أڤانيـئِئي،وهي لغة رسمية متحدثة في باراغواي. بجانب الإسبانية في أمريكا الجنوبية،وهي تنتمي إلى عائلة لغوية أمريكية أصليّة تسمى الـتوپية من الفرع الـتوپي-الغواراني،وهي من اللغات الأمريكية الأصلية القليلة التي تُفهم من غالبية السكان،حيث تصل نسبة فهمها بين الأورغوانيين إلى 77% وهذة النسبة أعلى بين سكان الريف،حيث ما يقارب نصف السكان في الريف يتحدثونها كلغة أم أحادية